# 열역학 제1법칙
열역학 제1법칙(The first law of thermodynamics)은 보다 일반화된 에너지 보존법칙의 표현이다.

## 정의
열역학 제1법칙은 내부 에너지({\displaystyle U})에 대한 기여도의 합으로 공식화되는 경우가 많다. 이는 열역학적 과정에서 시스템에서 수행되거나 시스템에 의해 수행되는 모든 일({\displaystyle W})과 시스템에서 공급되거나 배출되는 열의 양({\displaystyle Q})의 합을 의미한다. 이 용어에 대한 역사적 기호 관례는 시스템에 공급된 열이 양수이지만 시스템이 수행한 일을 뺀다는 것이다. 이것은 루돌프 클라우지우스(Rudolf Clausius)의 관례였으며, 내부 에너지의 변화({\displaystyle \Delta U}) 형식은 다음과 같다.
{\displaystyle \Delta U=Q-W}.
막스 플랑크(Max Planck) 및 IUPAC의 현대 정의는 종종 뺄셈을 덧셈으로 대체하며, 예를 들어 엔진과 같은 시스템처럼 사용 여부에 관계없이 시스템으로의 모든 순 에너지 전달을 양수로 간주하고 시스템의 모든 순 에너지 전달을 음수로 간주한다.
계(system)가 준정적 과정(quasistatic process)에서 팽창할 때, 계가 주변에 행한 열역학적 일은 압력({\displaystyle P})과 부피 변화({\displaystyle \mathrm {d} V})의 곱({\displaystyle P~\mathrm {d} V})인 반면, 주변이 계에 행한 열역학적 일은 {\displaystyle -P\,\mathrm {d} V}이다. 계의 내부 에너지 변화는 다음과 같다:
{\displaystyle \mathrm {d} U=\delta Q-P\,\mathrm {d} V,}
여기서 {\displaystyle \delta Q}는 주변 환경에 의해 계에 공급되는 극소량의 열의 불완전 미분(inexact differential)을 나타낸다.
일과 열은 에너지를 공급하거나 제거하는 물리적 과정의 표현인 반면, 내부 에너지 {\displaystyle U}는 시스템에 발생하는 에너지 교환을 설명하는 수학적 추상화이다. 따라서 열(heat)이라는 용어 {\displaystyle Q}는 시스템 내의 에너지 형태를 지칭하는 것이 아니라 열역학적 의미에서 열로 추가되거나 제거되는 에너지의 양이다. 마찬가지로, 작업 에너지(work energy)라는 용어 {\displaystyle W}는 열역학적 일(thermodynamic work)을 통해 얻거나 잃은 에너지의 양이다. 내부 에너지는 계의 속성인 반면, 수행된 일과 공급된 열은 그렇지 않다. 이러한 구별의 중요한 결과는 주어진 내부 에너지 변화 {\displaystyle \Delta U}를 열과 일의 다양한 조합에 의해 얻을 수 있다는 것이다. (이는 열과 일은 경로 의존적이지만 내부 에너지의 변화는 공정의 초기 및 최종 상태에만 의존한다는 것을 의미할 수 있다. 열역학적 일은 시스템의 변화로 측정된다는 점을 명심할 필요가 있다. 주변의 힘과 거리로 측정된 일과 반드시 동일할 필요는 없다. 이러한 구별은 '등적과정의 일(isochoric work)'(일정한 부피에서)이라는 용어로 표시된다.)

정의는 다음과 같다. "어떤 계의 내부 에너지의 증가량은 계에 더해진 열 에너지에서 계가 외부에 해준 일을 뺀 양과 같다."
열의 이동에 따라 계 내부의 에너지가 변하는데 이때 열에너지 또한 변한다. 이 에너지는 계 내부의 원자·분자의 역학적 에너지 등을 일컫는다. 일반적으로, 어떤 체계에 외부로부터 어떤 에너지가 가해지면 그만큼 체계의 에너지가 증가한다. 이와 같이, 물체에 열을 가하면 그 물체의 내부 에너지가 가해진 열 에너지만큼 증가한다. 또한 물체에 역학적인 일이 더해져도 역시 내부 에너지는 더해진 일의 양만큼 증가한다. 따라서 물체에 열과 일이 동시에 가해졌을 때 물체의 내부 에너지는 가해진 열과 일의 양만큼 증가한다. 이것을 열역학의 제1법칙이라고 한다.
이를 공식화 하면 {\displaystyle \Delta U=Q-W}이다. 기호가 의미하는 바는 U는 내부 에너지, Q는 계에 흡수되는 열, W는 계가 한 일이다.

## 특수한 경우

### 단열 팽창 또는 단열 압축 과정
단열 팽창 또는 단열 압축 과정은 열역학 제1법칙 ΔU = Q - W에서 Q = 0인 경우이다. 즉 외부로부터 열의 출입이 없는 경우이다. 그러면 ΔU = -W가된다. 이는 외부와 열에너지 전달이 일어나지 않는 과정이다. 계(System)가 일을 하면 내부에너지는 그만큼 감소하고, 반대로 계가 외부로부터 일을 받으면 내부에너지는 그만큼 증가한다.
단열벽은 계에 출입하는 열을 완벽하게 막는다. 계와 주위 사이에서 에너지가 전달될 수 있는 방법은 오직 납알을 올리거나 내리는것 뿐이다. 피스톤 위에 납알을 올리면 기체가 압축되어 계가 한 일은 음의 값이고 내부에너지는 증가한다. 반면 납알을 내리면 기체가 팽창되어 계가 한 일은 양의 값이고, 내부에너지는 감소한다.

### 자유 팽창 과정
자유 팽창 과정(순환 과정이라고도 한다)은 계와 주위 사이에 열전달이 없고, 계가 일도 하지 않는 단열과정의 일종이다. 열역학 제1법칙 ΔU = Q - W에서 Q = W = 0인 경우이다. 그러면 ΔU = 0이 된다.
자유팽창에서 잠금마개가 열리면 기체는 자유팽창을 하여 양쪽 공간을 모두 채운다. 이 때 두 공간은 단열되어 있으므로 외부와 열전달은 없다. 그리고 기체가 아무 압력도 받지 않고 진공으로 들어가므로 일도 없다.

### 등적 과정
등적 과정은 열역학 제1법칙 ΔU= Q - W에서 W = 0인 경우이다. 즉 부피가 일정하다. 계가 열을 흡수하면 계의 내부에너지는 증가하고, 반대로 열을 잃으면 내부에너지가 감소한다.

### 등온 과정
등온 과정은 온도를 일정하게 유지하고 압력과 부피를 변화시키는 과정으로, 열역학 제1법칙 ΔU = Q - W에서 ΔU = 0인 경우이다. 따라서 Q = W가 된다. 등온과정을 따르므로, 즉 온도 변화가 없으므로 내부 에너지가 일정하고, 외부에서 공급되는 열에너지는 모두 일로 변한다.

## 같이 보기
- 에너지 보존
- 열역학
- 온사거 역관계 (온사거 역관계식)
- 힘 (물리학)
- 일 (물리학)
- 에너지
- 일률
- 픽의 확산 법칙